# گرمابه کاظم لو
گرمابه کاظم لو مربوط به دوره قاجار است و در خرمدشت، محله کاظم لو واقع شده و این اثر در تاریخ ۲۵ اسفند ۱۳۸۰ با شمارهٔ ثبت ۵۴۸۳ به‌عنوان یکی از آثار ملی ایران به ثبت رسیده است.